# Holzheim, Neu-Ulm
Holzheim är en kommun och ort i Landkreis Neu-Ulm i Regierungsbezirk Schwaben i förbundslandet Bayern i Tyskland.
Kommunen ingår i kommunalförbundet Pfaffenhofen an der Roth tillsammans med köpingen Pfaffenhofen an der Roth.